# Nāḩiyat as Sabkhah
Nāḩiyat as Sabkhah (arabiska: ناحية السبخة) är ett subdistrikt i Syrien.   Det ligger i provinsen ar-Raqqah, i den centrala delen av landet, 400 km nordost om huvudstaden Damaskus.
Trakten runt Nāḩiyat as Sabkhah är ofruktbar med lite eller ingen växtlighet. Runt Nāḩiyat as Sabkhah är det ganska tätbefolkat, med 83 invånare per kvadratkilometer.